# Gran Premio de España de Motociclismo de 1985
El Gran Premio de España de Motociclismo de 1985 fue la segunda prueba de la temporada 1985 del Campeonato Mundial de Motociclismo. El Gran Premio se disputó el 5 de mayo de 1985 en el Circuito del Jarama.

## Resultados 500cc
El norteamericano y vigente campeón Freddie Spencer dominó la carrera de 500cc con total autoridad. Se escapó desde el principio y nadie pudo estar a su altura.
| Pos.     | Piloto              | Equipo           | Tiempo     | Pts. |
| -------- | ------------------- | ---------------- | ---------- | ---- |
| 1        | Freddie Spencer     | Honda            | 56:04.780  | 15   |
| 2        | Eddie Lawson        | Yamaha           | +13.310    | 12   |
| 3        | Christian Sarron    | Yamaha           | +28.580    | 10   |
| 4        | Wayne Gardner       | Honda            | +29.580    | 8    |
| 5        | Raymond Roche       | Yamaha           | +1:11.950  | 6    |
| 6        | Didier de Radiguès  | Honda            | +1:16.980  | 5    |
| 7        | Mike Baldwin        | Honda            | +1:18.420  | 4    |
| 8        | Ron Haslam          | Honda            | +1 Vuelta  | 3    |
| 9        | Sito Pons           | Suzuki           | +1 Vuelta  | 2    |
| 10       | Fabio Biliotti      | Honda            | +1 Vuelta  | 1    |
| 11       | Henk van der Mark   | Honda            | +1 Vuelta  |      |
| 12       | Klaus Klein         | Suzuki           | +1 Vuelta  |      |
| 13       | Wolfgang von Muralt | Suzuki           | +1 Vuelta  |      |
| 14       | Louis-Luc Maisto    | Honda            | +1 Vuelta  |      |
| 15       | Eero Hyvärinen      | Honda            | +2 Vueltas |      |
| 16       | Andreas Pérez       | Suzuki           | +2 Vueltas |      |
| 17       | Simon Buckmaster    | Suzuki           | +2 Vueltas |      |
| 18       | Carlos Morante      | Suzuki           | +2 Vueltas |      |
| Ret      | Mile Pajic          | Honda            | Ret        |      |
| Ret      | Christian Le Liard  | Honda            | Ret        |      |
| Ret      | Alessandro Valesi   | Honda            | Ret        |      |
| Ret      | Peter Sköld         | Honda            | Ret        |      |
| Ret      | Robert McElnea      | Heron-Suzuki     | Ret        |      |
| Ret      | Dave Petersen       | Honda            | Ret        |      |
| Ret      | Boet van Dulmen     | Honda            | Ret        |      |
| Ret      | Takazumi Katayama   | Honda            | Ret        |      |
| Ret      | Neil Robinson       | Suzuki           | Ret        |      |
| Ret      | Randy Mamola        | Honda            | Ret        |      |
| Ret      | Dietmar Mayer       | Honda            | Ret        |      |
| Ret      | Armando Errico      | Honda            | Ret        |      |
| Ret      | Peter Linden        | Honda            | Ret        |      |
| Ret      | Antonio Boronat     | Suzuki           | Ret        |      |
| DNS      | Thierry Espié       | Chevallier-Honda | DNS        |      |
| DNS      | Franco Uncini       | Suzuki           | DNS        |      |
| DNS      | Massimo Messere     | Honda            | DNS        |      |
| DNS      | Keith Huewen        | Honda            | DNS        |      |
| DNQ      | Marco Greco         | Honda            | DNQ        |      |
| DNQ      | Gary Lingham        | Suzuki           | DNQ        |      |
| DNQ      | Andreas Leuthe      | Suzuki           | DNQ        |      |
| Sources: |                     |                  |            |      |

## Resultados 250cc
El venezolano Carlos Lavado se aprovechó de los problemas mecánicos de Freddie Spencer que dominaba sin rival el Gran Premio hasta que en el ecuador de la carrera se le rompió el escape. Aun así, el venezolano ganó la carrera con el alemán Martin Wimmer pisándole los talones.
| Pos. | Piloto                 | Moto              | Tiempo     | Pts. |
| ---- | ---------------------- | ----------------- | ---------- | ---- |
| 1    | Carlos Lavado          | Yamaha            | 48:09.590  | 15   |
| 2    | Martin Wimmer          | Yamaha            | +3.810     | 12   |
| 3    | Anton Mang             | Honda             | +15.360    | 10   |
| 4    | Alan Carter            | Honda             | +25.980    | 8    |
| 5    | Reinhold Roth          | Juchem-Yamaha     | +30.260    | 6    |
| 6    | Maurizio Vitali        | Garelli           | +30.530    | 5    |
| 7    | Luis Miguel Reyes      | Cobas-Rotax       | +31.020    | 4    |
| 8    | August Auinger         | Bartol            | +39.390    | 3    |
| 9    | Freddie Spencer        | Honda             | +42.990    | 2    |
| 10   | Jean-François Baldé    | Pernod            | +55.080    | 1    |
| 11   | Jacques Cornu          | Parisienne        | +1:07.450  |      |
| 12   | Jean Foray             | Chevallier-Yamaha | +1:07.630  |      |
| 13   | Roland Freymond        | Yamaha            | +1:11.070  |      |
| 14   | Michel Galbit          | Yamaha            | +1:20.980  |      |
| 15   | Geoff Fowler           | Yamaha            | +1:21.540  |      |
| 16   | Jean-Louis Guignabodet | MIG-Rotax         | +1 Vuelta  |      |
| 17   | Ivan Palazzese         | Yamaha            | +1 Vuelta  |      |
| 18   | Juan Garriga           | Cobas-Rotax       | +1 Vuelta  |      |
| 19   | Philippe Pagano        | Yamaha            | +1 Vuelta  |      |
| 20   | Massimo Matteoni       | Honda             | +2 Vueltas |      |
| Ret  | Stéphane Mertens       | Yamaha            | Ret        |      |
| Ret  | Niall Mackenzie        | Armstrong         | Ret        |      |
| Ret  | Antonio Garcia         | Cobas-Rotax       | Ret        |      |
| Ret  | Carlos Cardús          | Cobas-Rotax       | Ret        |      |
| Ret  | Donnie McLeod          | Armstrong         | Ret        |      |
| Ret  | Fausto Ricci           | Honda             | Ret        |      |
| Ret  | Harald Eckl            | Yamaha            | Ret        |      |
| Ret  | Anders Skov            | Yamaha            | Ret        |      |
| Ret  | Thierry Rapicault      | Yamaha            | Ret        |      |
| Ret  | Gabriel Grabia         | Yamaha            | Ret        |      |
| Ret  | Jean-Michel Mattioli   | Yamaha            | Ret        |      |
| Ret  | Gary Noel              | EMC               | Ret        |      |
| Ret  | Rafael Fernandez       | Cobas-Rotax       | Ret        |      |
| Ret  | Patrick Igoa           | Honda             | Ret        |      |
| DNS  | Manfred Herweh         | Real              | DNS        |      |
| DNS  | Loris Reggiani         | Aprilia           | DNS        |      |
| DNS  | Antonio Neto           | Cobas-Rotax       | DNS        |      |
| DNS  | Jean-Luc Guillemet     | Yamaha            | DNS        |      |
| DNS  | Mario Rademeyer        | Yamaha            | DNS        |      |
| DNQ  | Siegfried Minich       | Yamaha            | DNQ        |      |
| DNQ  | Eduardo Alemán         | Yamaha            | DNQ        |      |
| DNQ  | Hans Becker            | Yamaha            | DNQ        |      |
| DNQ  | Pierre Bolle           | Yamaha            | DNQ        |      |
| DNQ  | Stefano Caracchi       | Malanca           | DNQ        |      |
| DNQ  | Vincenzo Cascino       | JJ Cobas          | DNQ        |      |
| DNQ  | Eduardo Cots           | Arbizu            | DNQ        |      |
| DNQ  | René Delaby            | Morena            | DNQ        |      |
| DNQ  | Cees Doorakkers        | Honda             | DNQ        |      |
| DNQ  | Patrick Fernandez      | JJ Cobas          | DNQ        |      |
| DNQ  | Karl Thomas Grassel    | Honda             | DNQ        |      |
| DNQ  | Luis Lavado            | Yamaha            | DNQ        |      |
| DNQ  | Ángel Nieto            | Garelli           | DNQ        |      |
| DNQ  | Jackie Onda            | Pernod            | DNQ        |      |
| DNQ  | Dominique Sarron       | Honda             | DNQ        |      |
| DNQ  | Andy Watts             | EMC               | DNQ        |      |

## Resultados 125cc
El italiano Pier Paolo Bianchi se adjudicó la carrera del octavo de litro, dando un tremendo e inesperado vuelco final, ya que todos pensaban que Fausto Gresini. Gresini dominaba con facilidad la carrera pero los problemas físicos de la caída que tuvo el día anterior y donde se había roto un meñique hicieron que en el cuadro no pudiera seguir el ritmo y acabó segundo.
| Pos. | Piloto                 | Moto          | Tiempo     | Pts. |
| ---- | ---------------------- | ------------- | ---------- | ---- |
| 1    | Pier Paolo Bianchi     | MBA           | 45:35.450  | 15   |
| 2    | Fausto Gresini         | Garelli       | +12.560    | 12   |
| 3    | Domenico Brigaglia     | MBA           | +27.680    | 10   |
| 4    | Ezio Gianola           | Garelli       | +46.760    | 8    |
| 5    | Jean-Claude Selini     | MBA (ABF)     | +53.840    | 6    |
| 6    | Bruno Kneubühler       | LCR-MBA       | +55.760    | 5    |
| 7    | Johnny Wickström       | MBA (Tunturi) | +57.280    | 4    |
| 8    | Mike Leitner           | MBA (EMCO)    | +1:04.860  | 3    |
| 9    | Thierry Feuz           | MBA           | +1:07.800  | 2    |
| 10   | Andrés Sánchez         | MBA           | +1:15.650  | 1    |
| 11   | Giuseppe Ascareggi     | MBA           | +1:16.290  |      |
| 12   | Lucio Pietroniro       | MBA           | +1:25.090  |      |
| 13   | Willy Hupperich        | MBA (Seel)    | +1:32.540  |      |
| 14   | Michel Escudier        | MBA (GMV)     | +1:34.640  |      |
| 15   | Jussi Hautaniemi       | MBA           | +1:40.560  |      |
| 16   | Fernando González      | MBA           | +1 Vuelta  |      |
| 17   | Jakcy Hutteau          | MBA           | +1 Vuelta  |      |
| 18   | Robin Appleyard        | MBA           | +1 Vuelta  |      |
| 19   | Willy Pérez            | MBA (Zanella) | +1 Vuelta  |      |
| 20   | Helmut Lichtenberg     | MBA           | +1 Vuelta  |      |
| 21   | Ian McConnachie        | Krauser       | +1 Vuelta  |      |
| 22   | Peter Baláž            | MBA           | +2 Vueltas |      |
| 23   | Thomas Møller-Pedersen | MBA           | +2 Vueltas |      |
| 24   | Daniel Mateos          | MBA           | +2 Vueltas |      |
| 25   | Ton Spek               | MBA           | +2 Vueltas |      |
| 26   | Ramón Pano             | Jawa          | +3 Vueltas |      |
| Ret  | August Auinger         | MBA           | Ret        |      |
| Ret  | Olivier Liégeois       | MBA           | Ret        |      |
| Ret  | Luca Cadalora          | MBA           | Ret        |      |
| Ret  | Alfred Waibel          | MBA           | Ret        |      |
| Ret  | Anton Straver          | MBA           | Ret        |      |
| Ret  | Norbert Peschke        | MBA           | Ret        |      |
| Ret  | Christoph Bürki        | MBA           | Ret        |      |
| Ret  | Manuel Herreros        | MBA           | Ret        |      |
| Ret  | Ángel del Pozo         | RB            | Ret        |      |
| Ret  | Adolf Stadler          | MBA           | Ret        |      |
| DNQ  | Steve Mason            | MBA           | DNQ        |      |

## Resultados 80cc
En la categoría menor cilindrada, el español Jorge Martínez Aspar se llevaba la primera victoria de la temporada por delante del suizo Stefan Dörflinger y del también español Manuel Herreros, que fueron segundo y tercero respectivamente.
| Pos. | Piloto                | Moto         | Tiempo     | Pts. |
| ---- | --------------------- | ------------ | ---------- | ---- |
| 1    | Jorge Martínez Aspar  | Derbi        | 37:55.930  | 15   |
| 2    | Stefan Dörflinger     | Krauser      | +4.900     | 12   |
| 3    | Manuel Herreros       | Derbi        | +13.020    | 10   |
| 4    | Gerd Kafka            | Seel         | +52.640    | 8    |
| 5    | Theo Timmer           | HuVo-Casal   | +1:05.700  | 6    |
| 6    | Gerhard Waibel        | Real-Seel    | +1:14.620  | 5    |
| 7    | Paul Rimmelzwaan      | Harmsen      | +1:38.960  | 4    |
| 8    | Richard Bay           | Rupp-Maico   | +1 Vuelta  | 3    |
| 9    | Jean-Marc Velay       | GMV-Casal    | +1 Vuelta  | 2    |
| 10   | Bernd Rossbach        | HuVo-Casal   | +1 Vuelta  | 1    |
| 11   | Salvatore Milano      | Casal        | +1 Vuelta  |      |
| 12   | Michael Gschwander    | Casal        | +1 Vuelta  |      |
| 13   | Bertus Grinwis        | Bultaco      | +2 Vueltas |      |
| 14   | Serge Julin           | Bakker-Casal | +2 Vueltas |      |
| 15   | Reiner Koster         | LCR          | +2 Vueltas |      |
| 16   | Thomas Engl           | ESCN         | +2 Vueltas |      |
| 17   | Chris Baert           | Eberhardt    | +2 Vueltas |      |
| 18   | Ramiro Blanco         | Minarelli    | +2 Vueltas |      |
| Ret  | Hans Spaan            | HuVo-Casal   | Ret        |      |
| Ret  | Reinhard Koberstein   | Seel         | Ret        |      |
| Ret  | Günter Maussner       | Casal        | Ret        |      |
| Ret  | Steve Mason           | MBA          | Ret        |      |
| Ret  | Ian McConnachie       | HuVo-Casal   | Ret        |      |
| Ret  | Jaimie Lodge          | Krauser      | Ret        |      |
| Ret  | Henk van Kessel       | HuVo-Casal   | Ret        |      |
| Ret  | Joaquin Gali          | Derbi        | Ret        |      |
| Ret  | René Dünki            | Zündapp      | Ret        |      |
| Ret  | Hans Koopman          | Ziegler      | Ret        |      |
| Ret  | Günter Schirnhofer    | Krauser      | Ret        |      |
| Ret  | Ramon Gali            | Bultaco      | Ret        |      |
| DNS  | Juan Ramón Bolart     | Autisa       | DNS        |      |
| DNS  | Julián Miralles       | Derbi        | DNS        |      |
| DNS  | José Sáez             | Casal        | DNS        |      |
| DNS  | Herri Torrontegui     | JJ Cobas     | DNS        |      |
| DNQ  | Jean-François Verdier | Derbi        | DNQ        |      |